# Медицинска школа „Доситеј Обрадовић” Нови Сад
Медицинска школа „Доситеј Обрадовић” једна је од средњих школа у Новом Саду. Налази се у улици Сувоборска 6. Назив је добила по Доситеју Обрадовићу, српском просветитељу и реформатору револуционарног периода националног буђења и препорода.

## Историјат
Медицинска школа „Доситеј Обрадовић” је основана 31. августа 2010. Решењем број 106–022–00305/2010–01 Покрајинског секретаријата за образовање, а у Судски регистар Привредног суда у Новом Саду је уписана под бројем 5–472. Броје 103 ученика и двадесет и шест смерова, од тога петнаест смерова четвртог степена: Општи смер гимназије, Гимназија за ученике са посебним способностима за рачунарство и информатику, Медицинска сестра–техничар, Медицинска сестра–васпитач, Лабораторијски техничар, Фармацеутски техничар, Физиотерапеутски техничар, Козметички техничар, Санитарно–еколошки техничар, Зубни техничар, Гинеколошко–акушерски техничар, Стоматолошка сестра–техничар, Здравствени неговатељ, Масер и Педијатријска сестра–техничар и једанаест смерова петог степена: Медицинска сестра–техничар за рад у геријатрији, Медицинска сестра–техничар за инструментирање–инструментарка, Медицинска сестра–техничар за рад у нефрологији, Медицинска сестра–техничар за рад у општој медицини, Медицински техничар за рад у радиологији, Лабораторијски техничар за биохемијске анализе, Медицинска сестра–техничар за анестезију, реанимацију и интензивну негу, Медицинска сестра–техничар за медицину рада, Медицинска сестра–техничар за рад у трансфузији крви, Медицинска сестра–техничар за рад у психијатрији и Лабораторијски техничар за микробиолошке анализе. Поред редовне наставе, нуде услуге преквалификације и доквалификације.